# No Regret
「No Regret」（ノー・リグレット）は、倖田來未の楽曲である。2006年1月25日にrhythm zoneから26枚目のシングルとして発売された。

## 概要
12週連続シングルリリースの第8弾。ジャケットの衣装イメージはインド。第1弾「you」以来の非限定生産シングル。「No Regret」のPVでは「ルパン三世」に登場する峰不二子をイメージしている。
カップリングには3rdアルバム『feel my mind』収録曲の「Rain」のライブバージョンが収録されている。

## 収録曲
1. No Regret [4:28]
作詞：Toru Watanabe
作曲・編曲：h-wonder
2. Rain (Unplugged Version) [5:44]
作詞：Kumi Koda
作曲：miwa furuse
編曲：Kaoru Kato
3. No Regret (Instrumental) [4:28]
4. Rain (Album Version Instrumental) [5:09]

## タイアップ
- テレビアニメ『うえきの法則』オープニングテーマ (#1)
※ 第38・45・49話では挿入歌として使用された。

## 収録アルバム
- No Regret
  - 『BEST 〜second session〜』
  - 『BEST 〜2000-2020〜』(ファンクラブ限定盤)
- Rain (いずれもオリジナル音源)
  - 『feel my mind』
  - 『BEST 〜BOUNCE & LOVERS〜』

## 収録ライブ映像
- No Regret
  - 『KODA KUMI 10th Anniversary 〜FANTASIA〜 in TOKYO DOME』(メドレー)
  - 『Koda Kumi 15th Anniversary First Class 2nd LIMITED LIVE at STUDIO COAST』(WALK OF MY LIFE、ファンクラブ限定盤)
- Rain
  - 『LIVE TOUR 2005 〜first things〜 deluxe edition』(Unplugged Version)
    - 『BEST 〜second session〜』(LIMITED EDITIONのみ付属)

  - 『KODA KUMI LIVE TOUR 2006-2007 〜second session〜』(メドレー)
  - 『KODA KUMI 10th Anniversary 〜FANTASIA〜 in TOKYO DOME』(メドレー)
  - 『KODA KUMI Premium Night 〜Love & Songs〜』
  - 『Koda Kumi 15th Anniversary Live Tour 2015 〜WALK OF MY LIFE〜』(特典映像)
  - 『KODA KUMI 19TH → 20TH ANNIVERSARY EVENT』
    - 『KODA KUMI LIVE TOUR 2019 re(LIVE) -Black Cherry- & -JAPONESQUE-』(Bonus Footage)